# Orde van Sarawak
De Orde van Sarawak is een Orde van het Sultanaat Sarawak, deel van het Koninkrijk Maleisië. Het kleinood is een gouden vijfpuntige ster. In het centrale medaillon is een kruis waarvan de rechterhelft groen en de linkerhelft rood is afgebeeld. Daarboven staat een kroon met vijf punten.
Het lint is geel met een zwarte middenstreep.